# LL-анализатор
Синтаксический LL-анализатор (LL parser) — в информатике нисходящий синтаксический анализатор для некоторого подмножества контекстно-свободных грамматик, известных как LL-грамматики. При этом не все контекстно-свободные грамматики являются LL-грамматиками.
Буквы L в выражении «LL-анализатор» означают, что входная строка анализируется слева направо (left to right), и при этом строится её левосторонний вывод (leftmost derivation).
LL-анализатор называется LL(k)-анализатором, если данный анализатор использует предпросмотр на k токенов (лексем) при разборе входного потока. Грамматика, которая может быть распознана LL(k)-анализатором без возвратов к предыдущим символам, называется LL(k)-грамматикой. Язык, который может быть представлен в виде LL(k)-грамматики, называется LL(k)o-языком. Существуют LL(k+n)-языки, которые не являются LL(k)-языками.
Далее описывается анализатор, в основе которого лежит построение таблиц; альтернативой может служить анализатор, построенный методом рекурсивного спуска, который обычно пишется вручную (хотя существуют и исключения, например, генератор синтаксических анализаторов ANTLR для LL(*) грамматик).
LL(1)-грамматики очень распространены, потому что соответствующие им LL-анализаторы просматривают поток только на один символ вперед при принятии решения о том, какое правило грамматики необходимо применить. Языки, основанные на грамматиках с большим значением «k», традиционно считались трудными для распознавания, хотя при широком распространении генераторов синтаксических анализаторов, поддерживающих LL(k) грамматики с произвольным «k», это замечание уже неактуально.
LL-анализатор называется LL(*)-анализатором, если нет строгого ограничения для «k» и анализатор может распознавать язык, если токены принадлежат какому-либо регулярному множеству (например, используя детерминированные конечные автоматы).
Существуют противоречия между так называемой «Европейской школой» построения языков, которая основывается на LL-грамматиках, и «Американской школой», которая предпочитает LR-грамматики. Такие противоречия обусловлены традициями преподавания и деталями описания различных методов и инструментов в конкретных учебниках; кроме того, своё влияние оказал Н. Вирт из ETHZ, чьи исследования описывают различные методы оптимизации LL(1) распознавателей и компиляторов.

## Общий случай
Синтаксический анализатор предназначен для разрешения проблемы принадлежности строки заданной грамматике и построения дерева вывода в случае принадлежности.
Синтаксический анализатор состоит из:
- Ленты (входного буфера) — содержит анализируемую строку
- Стека — служит для сохранения промежуточных данных синтаксического анализа
- Таблицы синтаксического анализа — таблица, задающая однозначное соответствие правила грамматики для символа магазинного алфавита, находящегося на вершине стека, и текущего читаемого символа на ленте, или содержащая информацию об отсутствии такого правила для заданной пары символов.

В строках таблицы располагаются символы магазинного алфавита, а в столбцах — символы терминального алфавита.
При запуске синтаксического анализа, стек уже содержит два символа:
```
 [ S, $ ]
```

Где '$' — специальный терминал, служащий для указания конца стека, а 'S' — аксиома грамматики.
Синтаксический анализатор пытается при помощи правил грамматики заменить в стеке аксиому на цепочку символов, аналогичную цепочке, находящейся на входной ленте, и затем полностью прочитать ленту, опустошая стек.

## Пример

### Таблица синтаксического анализа
Чтобы объяснить принцип работы синтаксического LL анализатора, рассмотрим следующую грамматику:
1. S → F
2. S → (S + F)
3. F → 1

И проанализируем разбор на примере строки:
(1 + 1)
Таблица синтаксического анализа для этой грамматики выглядит следующим образом:
|   | ( | ) | 1 | + | $ |
| S | 2 | — | 1 | - | - |
| F | — | — | 3 | - | - |

Здесь также есть столбец для специального терминала, обозначенного символом $, который используется, чтобы указать конец входного потока. Цифры (нежирным текстом) в ячейках, означают номера правил указанных выше.

### Процедура синтаксического анализа
Синтаксический анализатор просматривает первый символ '(' из входного потока, в этот момент на вершине стека находится символ 'S', на пересечении этих значений в таблице синтаксического разбора находится правило из списка грамматики. В данном примере это правило номер 2, которое предписывает заменить в стеке символ 'S' на цепочку '(S + F)'.
Состояние стека после применения этого правила:
```
[ (, S, +, F, ), $ ]
```

На следующем шаге анализатор читает символ '(' из входного потока. Так как на вершине стека находится аналогичный символ '(', то происходит чтение данного символа с ленты и его удаление из стека.
Состояние стека после применения этого правила:
```
[ S, +, F, ), $ ]
```

Далее на ленте находится символ '1', а на вершине стека 'S', на пересечении этих символов в таблице находится правило 1. После применения этого правила, согласно таблице, анализатор применяет правило 3.
Состояние стека после применения правил:
```
[ F, +, F, ), $ ]
[ 1, +, F, ), $ ]
```

Далее синтаксический анализатор читает '1' и '+' из входного потока и, так как они соответствуют следующим двум элементам на стеке, также удаляет их из стека.
В результате чего стек имеет вид:
```
[ F, ), $ ]
```

В следующих трёх шагах символ 'F' в стеке будет заменен на '1', после чего символы '1' и ')' будут прочитаны с ленты и удалены из стека. В результате на вершине стека и на ленте будет находиться символ '$', согласно определению это означает успешный разбор цепочки.
В таком случае анализатор сообщит об успешном завершении и выдаст список правил, которые были применены в процессе вывода:
[ 2, 1, 3, 3 ]
Данные правила действительно являются крайним левым выводом:
S → (S + F) → (F + F) → (1 + F) → (1 + 1)

## Комментарии
Как можно заметить исходя из примера — синтаксический анализатор выполняет три различных вида действий в зависимости от того, находится ли на вершине стека нетерминал, терминал или специальный символ $:
- Если вершина — нетерминал, то в таблице синтаксического анализа ищется правило грамматики, находящееся на пересечении столбца и строки, соответствующих нетерминалу на вершине стека и текущему символу на ленте (на который указывает головка МП-автомата). Если же в указанной ячейке таблицы правило отсутствует — синтаксический анализатор останавливается и сообщает об ошибке.
- Если вершина — терминал, то синтаксический анализатор сравнивает его с текущим символом на ленте. Если они равны, то символ с ленты прочитывается, а соответствующий символ из вершины стека — выталкивается.
- Если вершина — $ и текущий символ на ленте так же $, то синтаксический анализатор сообщает об успешном распознавании цепочки, в противном случае — сообщает об ошибке. В обоих случаях происходит останов анализатора.

Эти шаги повторяются до тех пор, пока не произойдёт останов. После останова мы получим или сообщение об ошибке, или сообщение об успешном распознавании цепочки.

## Построение LL (1) таблицы синтаксического анализа
Чтобы заполнить таблицу синтаксического анализа, необходимо установить, какое правило грамматики синтаксический анализатор должен выбрать, если нетерминальное A находится на вершине его стека и символ a — во входном потоке. Легко заметить, что такое правило должно иметь форму A → w и что у языка, соответствующего w , должна быть по крайней мере одна строка, начинающаяся с a. С этой целью мы определяем Первый набор w, написанного здесь как Fi(w), как набор терминалов, которые могут быть найдены в начале любой строки в w, и ε, если пустая строка также принадлежит w. Учитывая грамматику с правилами A1 → w1, …, An → wn, можно вычислить Fi(wi) и Fi(Ai) для каждого правила следующим образом:
1. инициализировать каждый Fi(Ai) пустым множеством
2. добавить Fi(wi) к Fi(Ai) для каждого правила Ai → wi, где Fi(wi) определён следующим образом:
  - Fi(a w' ) = { a } для каждого терминала a
  - Fi(A w' ) = Fi(A) для каждого нетерминального A с ε не в Fi(A)
  - Fi(A w' ) = Fi(A) \ { ε } ∪ Fi(w' ) для каждого нетерминального A с ε в Fi(A), включая случай Ai -> A, то есть w' = ε, в этом случае Fi(A w') = Fi(A)
  - Fi(ε) = { ε }
3. повторяйте шаг 2, пока в наборах Fi происходят изменения.

К сожалению, первых наборов недостаточно, чтобы построить таблицу синтаксического анализа. Так происходит, потому что правая сторона w правила могла бы в конечном счете быть приведена к пустой строке. Таким образом синтаксический анализатор должен также использовать правило A → w если ε находится в Fi(w) и во входном потоке символ, который может следовать за A. Поэтому также необходимо построить Следующий набор A (здесь будет записываться как Fo(A)) который определён как набор терминалов a таких, что существует строка символов αAaβ которая может быть получена из начального символа. Вычисление Следующих наборов для нетерминалов в грамматике может быть сделано следующим образом:
1. инициализировать Fo(S) = { $ }, а все остальные Fo(Ai) пустыми множествами
2. если есть правило формы Aj → wAiw' , тогда
  - если терминал a в Fi(w'), то добавить a к Fo(Ai)
  - если ε находится в Fi(w') ,то добавить Fo(Aj) к Fo(Ai)
  - если w' длины 0, то добавить Fo(Aj) к Fo(Ai)
3. повторите шаг 2, пока в наборах Fo происходят изменения.

Теперь можно определить точно, какие правила будут содержаться в таблице синтаксического анализа. Если T[A, a] обозначает вход в таблице для нетерминального A и терминала a, то
T[A,a] содержит правило A → w если и только если:
1. a добавлено в Fi(A) при проходе правила A → w, или
2. ε добавлено в Fi(A) при проходе правила A → w и a находится в Fo(A).

Если таблица будет содержать не более одного правила в каждой ячейке, то синтаксический анализатор сможет однозначно определить, какое правило необходимо применить на каждом шаге разбора. В этом случае грамматику называют LL(1) грамматикой.

## Построение таблиц синтаксического анализа для LL(k) анализаторов
Размер таблицы синтаксического анализа в худшем случае имеет показательную сложность в зависимости от k. Однако, после выпуска набора инструментальных средств конструирования компиляторов (PCCTS, теперь известный как ANTLR) приблизительно в 1992 году было показано, что размер таблицы синтаксического анализа для большинства языков программирования не имеет тенденции к показательному росту, так как не является худшим вариантом. Кроме того, в определённых случаях было возможно создание даже LL(*)-анализаторов. Однако, несмотря на это, традиционные генераторы синтаксических анализаторов, такие как yacc/GNU bison, используют LALR(1) таблицы синтаксического анализа, чтобы создать ограниченный LR-анализатор.

## LL генераторы синтаксических анализаторов
Современные генераторы синтаксических анализаторов, для LL грамматик с мультиэстафетным предвидением, включают:
- ANTLR: Домашняя страница
- Coco/R: Домашняя страница
- JavaCC: Домашняя страница
- PCCTS — теперь ANTLR, старый сайт: http://www.polhode.com/pccts.html
- SLK : Strong LL(k) parsing(Сильный LL(k) синтаксический анализ), Домашняя страница — всестороннее обсуждение синтаксического LL(k) анализа
- Spirit Parser Framework : домашняя страница — генератор LL(*) анализаторов.
- JetPAG: Jet Parser Auto-Generator(Реактивный Автогенератор Синтаксического анализатора). LL (k) генератор синтаксических анализаторов.
- Parsec: Домашняя страница- одноместный синтаксический анализатор combinator, библиотека для Haskell, который может анализировать LL(*), контекстно-зависимые грамматики, однако лучше всего он работает для LL (1) грамматик.
- Ocaml Genlex Module : Домашняя страница
- JFLAP: На сайте учебник по LL(1) синтаксическому анализу.
- Grammatica: На сайте — LL(k) генератор синтаксических анализаторов для C# и Java.